# Нилско-сахарски језици
Нило-сахарски језици су афричка језичка група од око 200 језика са преко 31 милион говорника.-35 Они већином живе у горњем току река Шари и Нил у Централној Африци, у историјској Нубији, и у пустињама централне Сахаре. Распрострањени су у 17 афричких земаља: од Алжира и Малија на северозападу, Бенина, Нигерије, Судана и ДР Конго на југу, као и од Египта до Кеније и Танзаније на истоку. Најзначајнија и најраспрострањенија грана ових језика користи се у Судану.
У својој књизи Језици Африке (1963), Џозеф Гринберг је именовао групу и тврдио да је то генетска породица. Она садржи језике који нису укључени у нигер-конгоанску, афроазијатску или којсанску групу. Иако су неки лингвисти тај тип називали „Гринберговом корпом за отпатке“, у коју је ставио све иначе неповезане језике Африке без клика, стручњаци у овој области су прихватили њену реалност од времена Гринбергове класификације. Његове присталице прихватају да је то изазован предлог за демонстрацију, али тврде да изгледа обећавајуће што се више ради.
Процењује се да су неке од саставних група нило-сахарских језика претходиле афричком неолиту. Дакле, процењује се да јединство Источног Судана датира најмање до 5. миленијума пре нове ере. Нило-сахарско генетско јединство би нужно било много старије и датирало би из касног горњег палеолита.
Међутим, овај шири систем класификације не прихватају сви лингвисти. На пример,Глотолог (2013), који је публикација Института Макс Планк у Немачкој, не признаје јединство нило-сахарске породице или чак огранка Источног Судана; Георгиј Старостин (2016) такође не прихвата везу између нило-сахарских огранака, иако оставља отворену могућност да се неки од њих покажу као повезани једни са другима када се обаве неопходни радови на реконструкцији. Према Гулдеману (2018), „садашње стање истраживања није довољно да се докаже нило-сахарска хипотеза.“

## Класификација
Иако не постоји сагласност међу стручњацима у вези са класификацијом ових језика једна од понуђених подела је на девет подгрупа:
- Источно-судански језици (106 у Судану, Кенији, Уганди, Танзанији и Еритреји)
- Централно-судански језици (65 у Судану, Демократској републици Конго и Уганди)
- Сахарски (9 у Судану, Чаду, Нигеру, Нигерији и Либији)
- Сонгаи (8 у Малију, Нигеру, Бенину, Буркини Фасо и Алжиру)
- Кадугли-Кронго (6 у Судану)
- Комуз (6 у Етиопији и Судану)
- Фур језици (2 у Судану и Чаду)
- Берта (1 језик у Етиопији)
- Кунама (1 у Еритреји)

Заједничка карактеристика нило-сахарских језика је систем грађења множине где именице добијају наставак када су у једнини. Цела ова породица је изузетно разноврсна, много више од индоевропске и нигер-конгоанске, тако да је тешко утврдити сродност међу језичким гранама.

## Значајнији нило-сахарски језици
Језици из ове групе по броју говорника:
1. Луо или долуо (3,5 до 4 милиона говорника), говори се у Кенији, источној Уганди и Танзанији. То је језик народа Луо, трећег по величини народа Кеније.
2. Канури (3,3 до 6 милиона говорника) је језик народа Канури, који живи у Нигеру, североисточној Нигерији, Чаду и Либији.
3. Ђерма (2,4 милиона говорника), највећи број у Нигеру, а мањи број у Малију, Буркини Фасо и Нигерији
4. Динка (1,4 до 2 милиона говорника), говори се у јужном Судану, језик једног од најбројнијих суданских народа - Динка.
5. Ланго (1 милион говорника), један од најзначајнијих језика Уганде. Говори га народ Ланго из централног дела земље.
6. Маа (1 милион говорника), језик народа Масаи насељеног у јужној Кенији и северној Танзанији.
7. Нуер (805.000 говорника) је језик народа Нуер, једног од народа јужног Судана.
8. Ачоли (792.000 говорника), језик из луо групе језика, употребљава га народ Ачоли који живи на северу Уганде и у Судану. Веома је близак језику Ланго.
9. Фур (502.000 говорника), један од најзначајнијих језика Дарфура (ар. Домовина народа Фур).
10. Нубијски језици (495.000 говорника), распрострањени у јужном Египту и северном Судану